# Tassa del Reich sulla fuga dei capitali
La tassa del Reich sulla fuga dei capitali (in inglese: Reich Flight Tax, in tedesco: Reichsfluchtsteuer) fu introdotta con decreto dell'8 dicembre 1931 dal presidente del Reich Paul von Hindenburg. Dopo aver preso il potere, i nazisti sfruttarono la norma per impedire agli emigranti di portare i capitali fuori dal paese.
Vi erano soggette le persone che intendevano spostare la residenza dalla Germania all'estero, qualora avessero un patrimonio superiore a 200.000 ℛ︁ℳ︁ (circa 47.600 $, considerato il cambio del 1931 pari a 4,20 Reichsmark per dollaro) o un reddito annuo superiore a 20.000 ℛ︁ℳ︁. Inizialmente l'aliquota fu del 25%.
Nella Germania nazista questa imposizione fu usata non più per disincentivare il trasferimento all'estero dei cittadini facoltosi, bensì come una forma di furto legalizzato per depredare gli ebrei, la cui emigrazione fu sulle prime auspicata, poi permessa dal governo nazista, anche dopo l'invasione della Polonia, infine vietata con il decreto di Heinrich Himmler del 23 ottobre 1941. La tassazione si inasprì sempre più fino ad assumere la funzione di "esproprio parziale" al fine di confiscare i beni degli ebrei perseguitati e costretti a fuggire dalla patria.

## Contesto storico
La Grande depressione del 1929 portò a massicce cancellazioni di prestiti da parte del sistema bancario internazionale; ciò colpì in particolare la Germania, che nel 1931 aveva un debito estero stimato in 24 miliardi di ℛ︁ℳ︁ (5,25 miliardi nella prima metà dell'anno). Il governo tedesco limitò la libera circolazione dei capitali e ricorse a restrizioni sui cambi, attuando al contempo una drastica politica di austerità e aumentando le imposte sul reddito. Queste misure innescarono una forte fuga di capitali all'estero, e la relativa tassa aveva proprio lo scopo di dissuadere i ricchi emigranti dal lasciare la Germania.
L'idea di penalizzare la cosiddetta "diserzione antipatriottica", cioè il trasferimento di capitali all'estero, non era nuova. Già nel 1918 il governo tedesco aveva approvato la "Legge contro l'evasione fiscale", poi abrogata nel 1925. A causa della crescente precarietà e malfunzionamento del governo parlamentare, negli ultimi anni della Repubblica di Weimar vennero emanati una serie di decreti d'emergenza al posto dell'ordinaria procedura legislativa.

## Decreto dell'8 dicembre 1931

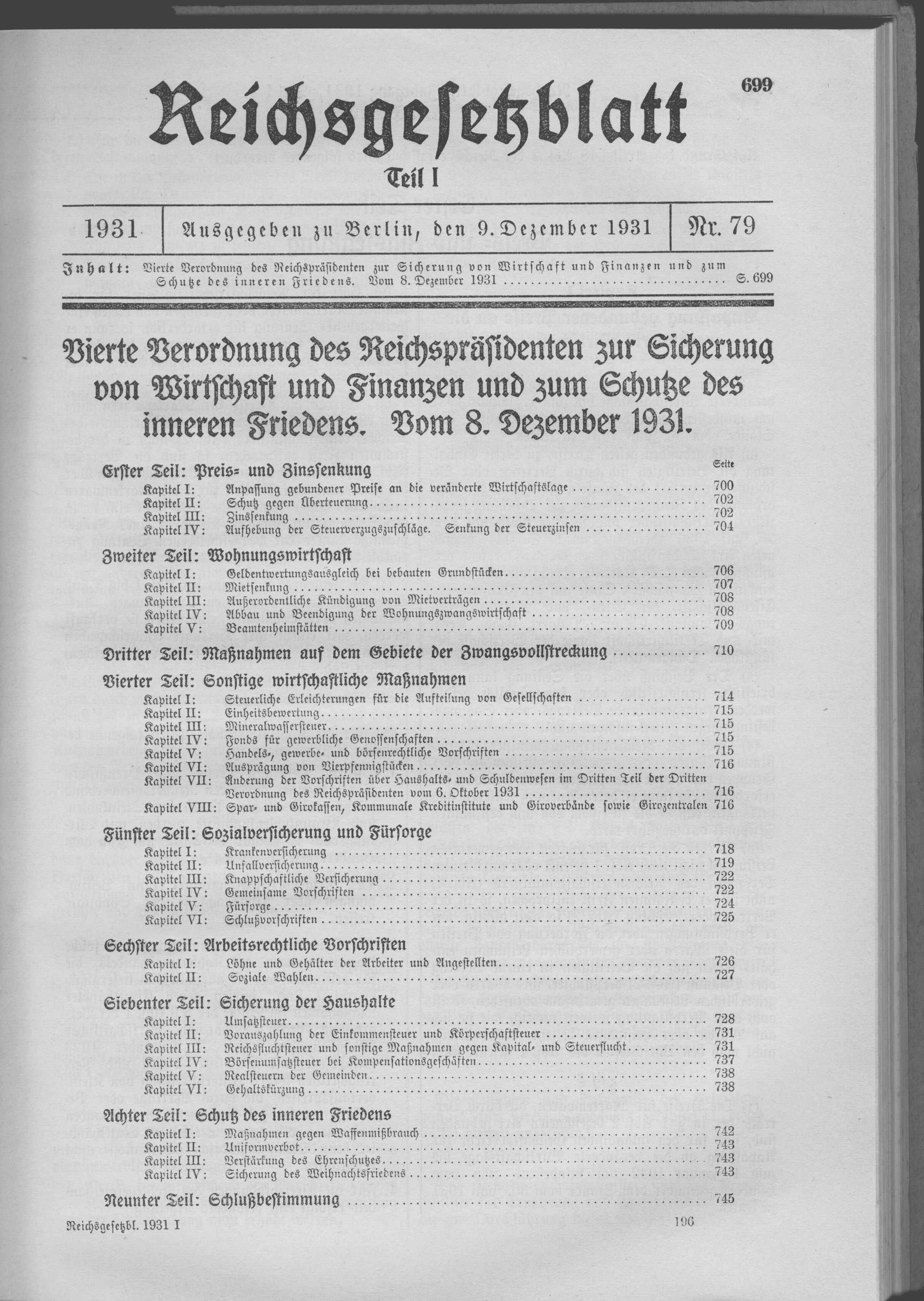
Il decreto d'urgenza dell'8 dicembre 1931.

La tassa in questione fu solo una delle molte misure attuate con il "Quarto decreto del Presidente del Reich sulla protezione dell'economia e delle finanze e sulla difesa della pace civile" che regolamentava anche i prezzi, i tassi d'interesse, la previdenza sociale, il diritto del lavoro, i settori immobiliare e finanziario, oltre ad introdurre le norme sul controllo delle armi e il divieto di indossare l'uniforme.
Come "misura temporanea contro la fuga di capitali e l'evasione fiscale", sarebbero state tassate le persone fisiche che erano cittadini tedeschi al 31 marzo 1929 e avevano trasferito la residenza all'estero (o l'avrebbero trasferita entro il 31 dicembre 1932) aventi un patrimonio imponibile superiore a 200.000 ℛ︁ℳ︁ o un reddito annuo superiore a 20.000 ℛ︁ℳ︁. L'aliquota era fissata al 25% del patrimonio o del reddito complessivo e veniva applicata anche retroattivamente.
I soggetti che tentavano di eludere la tassazione potevano essere puniti con non meno di tre mesi di reclusione e una multa illimitata. Gli "evasori" residenti all'estero venivano elencati nel cosiddetto "avviso di ricerca fiscale" pubblicato sul Deutscher Reichsanzeiger e dovevano essere arrestati in caso di rientro in Germania. Tutti i beni di loro proprietà in Germania venivano confiscati. 
La legge doveva scadere alla fine del 1932, ma quell'anno fu prorogata fino al 31 dicembre 1934.

## Germania nazista
Il decreto originario che aveva istituito l'imposta fu modificato in modo sostanziale con la "Legge sulla riforma della disciplina della tassa del Reich sulla fuga dei capitali" (in tedesco: Gesetz über Änderung der Vorschriften über die Reichsfluchtsteuer), emanata il 18 maggio 1934 e prorogata sei volte prima dell'ultimo emendamento (il 9 dicembre 1942) per rimanere poi in vigore a tempo indeterminato.
Una delle principali modifiche del 1934 fu l'abbassamento del limite minimo imponibile da 200.000 ℛ︁ℳ︁ a 50.000 ℛ︁ℳ︁. Anche i criteri di valutazione divennero più sfavorevoli per l'emigrante, allargando notevolmente la cerchia di persone soggette alla tassazione: mentre in origine l'imposta era rivolta a coloro che emigravano volontariamente con l'intenzione di ridurre il carico fiscale, ora colpì soprattutto gli ebrei che lasciavano la patria per giustificato timore della violenza, prigionia e impossibilità di lavorare.
Prima della Machtergreifung del 1933, i fondi raccolti attraverso la tassa furono relativamente modesti: poco meno di 1 milione di ℛℳ nel 1932. Dopo l'ascesa al potere del Partito Nazista nel 1933, l'ondata di rifugiati, causata dalla rapida escalation della persecuzione degli ebrei, generò un tale gettito fiscale da farlo diventare una parte sostanziale del bilancio del Reich. Nel 1933 furono incassati 17 milioni di marchi, per raggiungere un picco di 342 milioni nel 1938. In totale, grazie alla tassa sulla figa dei capitali, il governo nazista incassò 941 milioni di ℛ︁ℳ︁; si stima che il 90% provenisse dagli emigranti perseguitati per motivi religiosi o razziali.

## Attuazione
Per poter emigrare legalmente era necessario un "nulla osta fiscale" (in tedesco: Unbedenklichkeitsbescheinigung) che attestasse il regolare versamento della tassa sulla fuga dei capitali e di altre imposte. Quando si sospettava l'intenzione di emigrare, l'Ufficio di controllo cambi poteva richiedere un deposito cauzionale equivalente all'importo dell'imposta.
Nacque così una fitta rete di sorveglianza per scoprire le persone che progettavano di fuggire dal Paese: il Reichspost monitorava le richieste di cambio di indirizzo fatte dagli ebrei; le compagnie di trasporto erano tenute a segnalare i traslochi, i notai le vendite di immobili e le compagnie assicurative i riscatti delle polizze vita; la Gestapo controllava la corrispondenza e le conversazioni telefoniche degli individui sospetti.
L'assolvimento della Reichsfluchtsteuer non significava che il contribuente poteva spostare liberamente all'estero quanto rimaneva dopo il versamento dell'imposta, a causa dei controlli sui cambi introdotti il 1º agosto 1931. Il limite per l'esenzione negli scambi con l'estero fu fissato a 10 ℛ︁ℳ︁. Il trasferimento era soggetto ad autorizzazione e poteva essere effettuato solo tramite conti in marchi bloccati presso la Deutsche Golddiskontbank o apposite banche per il commercio estero, dove venivano congelati i depositi bancari e i titoli, solo dopo il pagamento di sanzioni elevate. La percentuale dei fondi confiscati aumentò nel tempo:
- gennaio 1934: 20%;
- agosto 1934: 65%;
- ottobre 1936: 81%;
- giugno 1938: 90%;
- settembre 1939: 96%.

## Abrogazione
La disciplina fu abrogata il 23 luglio 1953 con la "Legge per l'abrogazione delle norme fiscali obsolete". Un disegno di legge sostitutiva, discusso dal Consiglio dei ministri, alla fine non fu presentato al Bundestag, poiché erano già in vigore diverse misure contro la fuga di capitali, contenute nella legge del Consiglio di controllo (Kontrollratsgesetz) n. 53 del 31 maggio 1947, in altre ordinanze, singole disposizioni sulla gestione della valuta estera, oltre alla supervisione da parte delle potenze alleate.

## Rimborso
La Military Government Law No. 59; Restitution of Identifiable Property, emanata dagli Stati Uniti, dispose il rimborso della tassa del Reich sulla fuga dei capitali laddove i pagamenti potevano essere ricondotti all'emigrazione dovuta a persecuzioni. Le leggi tedesche sulla riparazione approvate nel 1953 prevedevano limitazioni e conversioni sfavorevoli che furono eliminati dall'emendamento del 1956. I rimborsi furono parte di un più ampio programma di riparazione (Wiedergutmachung), che comprendeva anche i rimborsi della Judenvermögensabgabe.